# Loção de Hees
Loção ou suspensão de Hees também conhecida como suspensão tópica antiacne é um produto obtido por técnica farmacêutica na forma farmacêutica tipo suspensão utilizado no tratamento da acne. Atua secando as espinhas e cravos na pele, com propriedades antissépticas.
É composta por enxofre, óxido de zinco, sulfato de zinco, borato de sódio, cânfora, álcool etílico, acetona e água de rosas. A armazenagem da solução é realizada em recipientes de vidro âmbar.